# DjVu
Pour les articles homonymes, voir Déjà vu (homonymie) et djv.
DjVu (prononcé « déjà-vu ») est un format de fichier destiné à l'archivage de documents numériques. Il permet d'utiliser un système de compression du document nommé Mixed Raster Content (MRC), mixant textes, images monochromes et images au format JB2 (compression par ondelettes). Il a été développé puis maintenu par AT&T depuis 1996.

## Description
Il utilise notamment un format d'image DjVuPhoto utilisant la compression par ondelettes, lui permettant ainsi d'avoir des fichiers dont la taille est plus faible que celle d'un PDF équivalent.

## Compression
DjVu divise une image en plusieurs images différentes, puis les compresse séparément.
Lors de la création d'un fichier DjVu, l'image initiale est d'abord séparée en trois images : une image de fond, une image de premier plan et un masque.
Les images de fond et de premier plan sont généralement des images couleur de faible résolution (par exemple, 100 dpi), l'image masque est une image de haute résolution en noir et blanc (par exemple, 300 dpi) où le texte est généralement stocké. Les images de fond et de premier plan sont ensuite compressées en utilisant une compression par ondelettes fondée sur l'algorithme de compression nommé IW44.
Le masque est compressé à l'aide d'une méthode appelée JB2 (comparable à JBIG2).
Cette méthode de codage identifie les formes identiques sur la page, par exemple plusieurs occurrences d'un caractère particulier dans une police donnée, puis compresse l'image bitmap de chaque forme unique séparément, et encode les emplacements où chaque forme apparaît sur la page. Ainsi, au lieu de compresser chaque occurrence de la lettre « e » dans une police donnée, elle est comprimée une seule fois et la position de chaque occurrence est enregistrée.

## Utilisation
De nombreux documents sont disponibles dans différentes administrations et centres d'archivages au format DjVu. Entre autres, le projet Wikisource utilise le format DjVu pour stocker et afficher les livres scannés[réf. nécessaire].
DjVuLibre contient un plugin pour quelques navigateurs web, dont les outils de la Mozilla Foundation.

#### Sites généraux sur le format
- (en) DjVu.org, site non commercial d'information sur le DjVu
- (en) Liens d'archives au format DjVu
- (en) Help:DjVu sur Wikimedia Commons.

#### Implémentation libre
- (en) DjVuLibre, logiciel libre (licence GPL) dédié à DjVu, permettant l'affichage (DjView), la création (DjVuDocument), la conversion depuis PS et PDF (DjvuDigital) et comportant un greffon pour différents navigateurs. Il est multiplateforme (Windows, ReactOS, Linux, UNIX et MacOSX)
- (en) Evince, logiciel libre d'affichage de documents PDF, PS, DjVu, TIFF et DVI pour UNIX
- (en) WinDjView & MacDjView, logiciel libre d'affichage de documents DjVu pour Windows, ReactOS, et MacOSX
- (en) Sumatra PDF, logiciel libre (licence GNU GPL v3) d'affichage de documents PDF, ePub, MOBI, CHM, XPS, DjVu, CBZ, CBR et TIFF pour Windows et ReactOS.
- (en) Document Viewer, logiciel libre (GPL), lecteur DjVu pour Google Android.
- (en) VuDroid, logiciel libre (GPLv3), lecteur DjVu pour Google Android.
- (en) pdf2djvu, logiciel libre (GPL), convertisseur PDF → DjVu en ligne de commande.

#### Implémentation propriétaire
- ScanPapyrus, est un logiciel gratuit professionnel (licence propriétaire) pour scanner, créer, modifier, couper des fichiers Djvu, PDF, XPS, Tiff, PNG, BMP, Jpeg pour Microsoft Windows et ReactOS.
- (en) STDU Viewer, logiciel gratuit (licence propriétaire) d'affichage de documents PDF, DjVu, XPS, TIFF, CBR et CBZ pour Windows